# Grasscroft
Grasscroft – osada w Anglii, w hrabstwie Wielki Manchester, w dystrykcie metropolitalnym Oldham. Leży 5,4 km od miasta Oldham, 15,6 km od miasta Manchester i 261 km od Londynu. W 2001 miejscowość liczyła 2823 mieszkańców.